# Siphocampylus purdieanus
Siphocampylus purdieanus är en klockväxtart som beskrevs av Jules Émile Planchon. Siphocampylus purdieanus ingår i släktet Siphocampylus och familjen klockväxter.
Artens utbredningsområde är Colombia. Inga underarter finns listade i Catalogue of Life.